# Эндер, Эдуард
Эдуард Эндер (нем. Eduard Ender, род. 3 марта 1822 г. Рим — ум. 28 декабря 1883 г. Лондон) — австрийский художник.

## Жизнь и творчество
Эдуард Эндер родился в семье художника Иоганна Эндера. Его дед был торговцем подержанными вещами, родной дядя Томас Эндер - художником-пейзажистом. Эдуард изучал живопись под руководством своего отца. Предпочтение отдавал исторической тематике в искусстве. Талант мастера проявился в умелом построении художественной композиции, в его фантазии и жизненности изображаемого. Однако современные Э.Эндеру критики недооценивали пёструю палитру, колорит его произведений.

## Полотна (избранное)
- Император Франц в мастерской Бенвенуто Челлини
- Шекспир, читающий при дворе королевы Елизаветы «Макбета»
- Выставка рисунков Хогарта
- Встреча императора Иосифа с Моцартом
- Легенда про яйцо Колумба
- Шиллер при дворе в Веймаре
- Рембрандт в своей мастерской
- Партия в шахматы

## Память
В 1922 году в честь семьи Эндер была названа улица Эндергассе в венском районе Майдлинг.

## Галерея

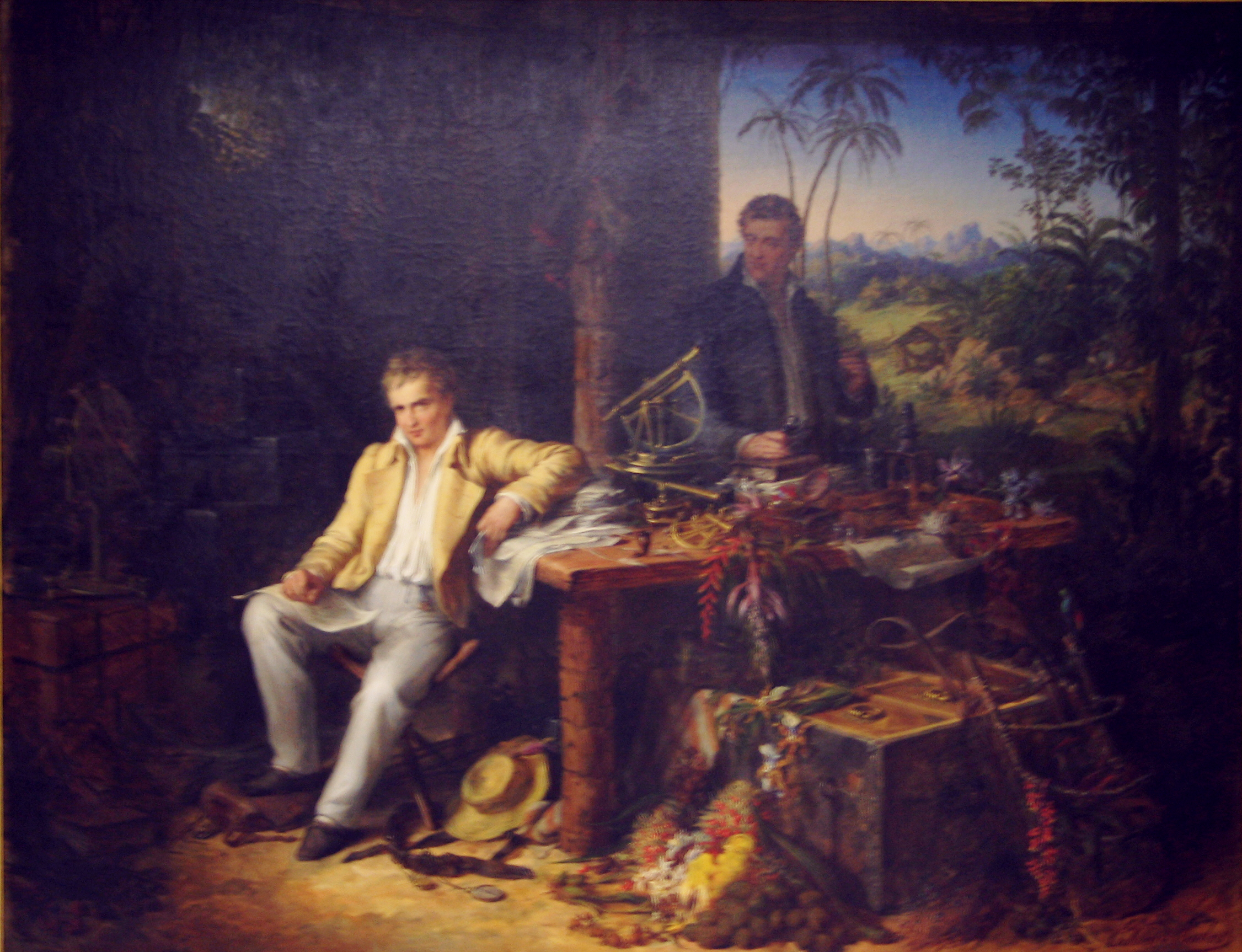
Александр фон Гумбольдт и Эме Боплан
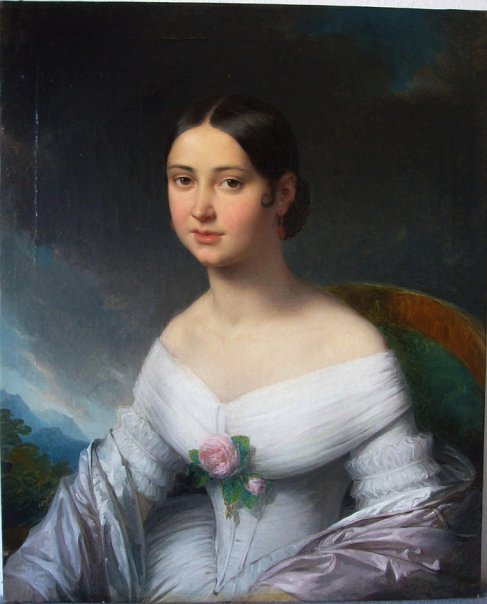
Портрет девушки с розой
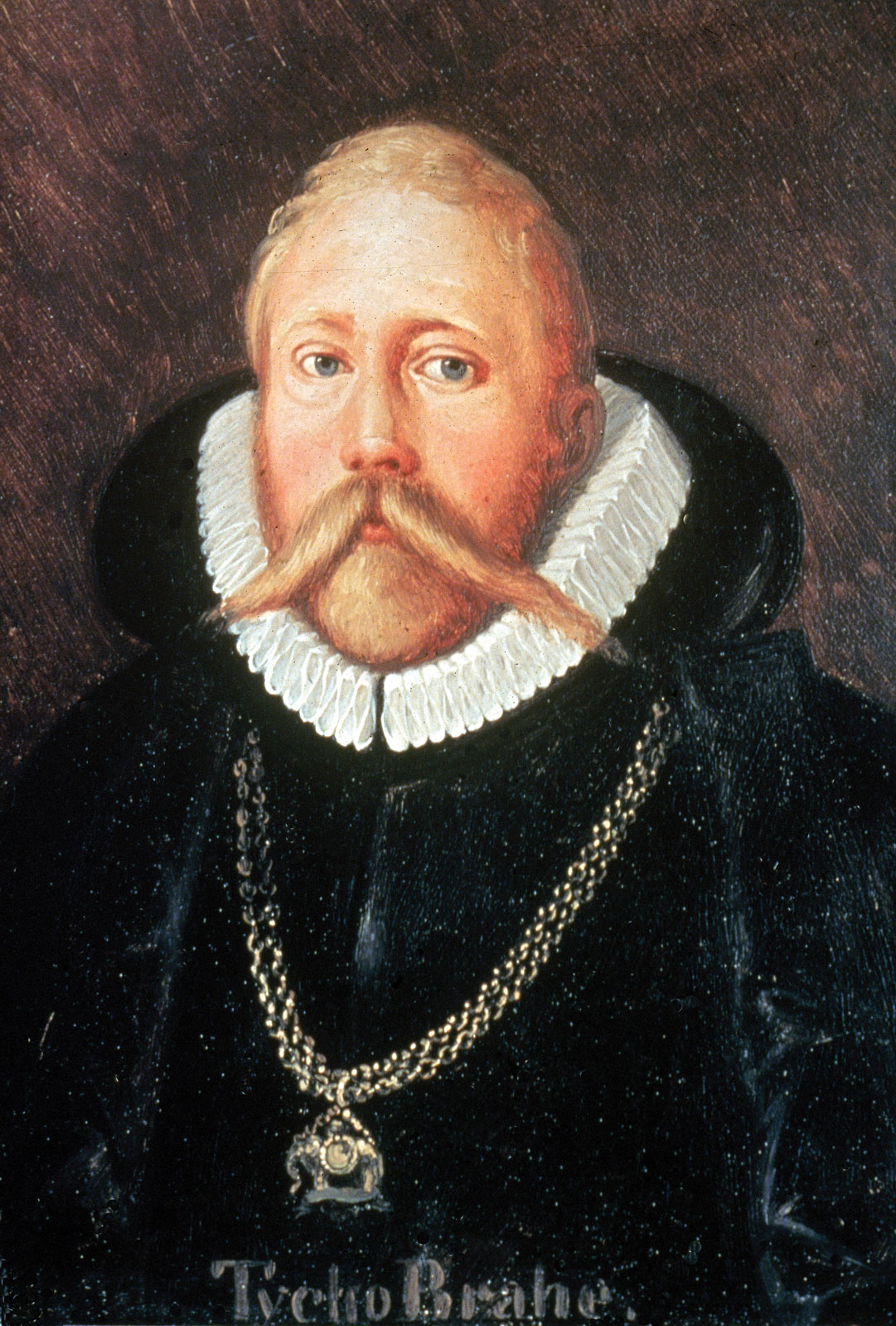
Портрет Тихо Браге